# Eilema angulistrigata
Eilema angulistrigata là một loài bướm đêm thuộc phân họ Arctiinae, họ Erebidae.